# Список районов Монтевидео
Ниже представлен список районов города Монтевидео — столицы Уругвая. Город разделён на 18 зон и 62 района, которые традиционно называются баррио. Каждый район имеет свои достаточно ярко выраженные особенности и социо-демографические характеристики. Самые большие по площади районы расположены в западной, северной и восточной частях города, самые маленькие — в южной и центральной.

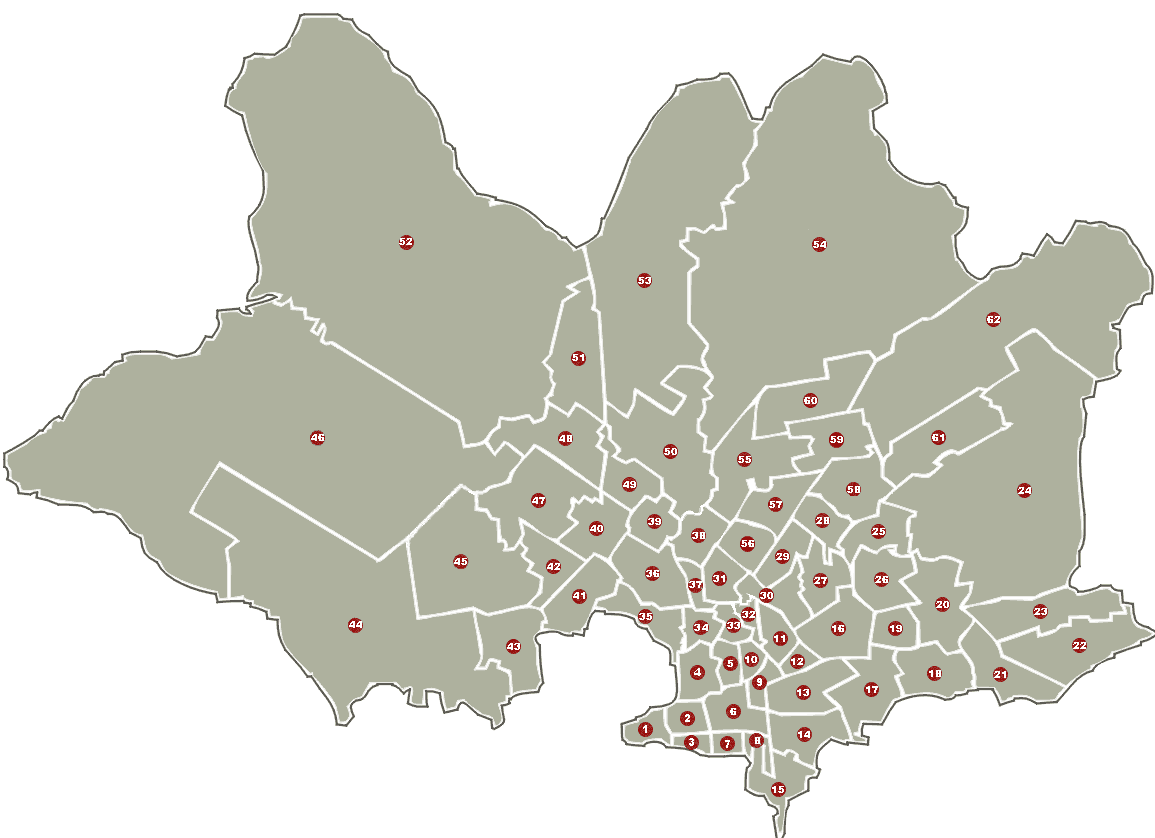
Карта города. Районы пронумерованы в соответствии с нижеследующим списком.

## Районы Монтевидео
1. Сьюдад-Вьеха
2. Сентро
3. Сур[англ.]
4. Агвада[англ.]
5. Вилья-Муньос[англ.], Гоэс[исп.]
6. Кордон
7. Палермо[англ.]
8. Парке-Родо[англ.]
9. Трес-Крусес[англ.]
10. Ла-Комерсиаль[англ.]
11. Ларраньяга[англ.]
12. Ла-Бланкеада[англ.]
13. Парке-Батлье[англ.], Вилья-Долорес[исп.]
14. Поситос[англ.]
15. Пунта-Карретас[англ.]
16. Унион[англ.]
17. Букео[англ.]
18. Мальвин[англ.]
19. Мальвин-Норте[англ.]
20. Лас-Кантерас[англ.]
21. Пунта-Горда[англ.]
22. Карраско[англ.]
23. Карраско-Норте[англ.]
24. Баньядос-де-Карраско[англ.]
25. Флор-де-Мароньяс[англ.]
26. Мароньяс[англ.]
27. Вилья-Эспаньола[англ.]
28. Итусаинго[англ.]
29. Перес-Кастельянос[англ.]
30. Меркадо-Модело[англ.], Боливар[англ.]
31. Брасо-Ориенталь[англ.]
32. Хакинто-Вера[англ.]
33. Ла-Фигурита[англ.]
34. Редукто[англ.]
35. Капурро[англ.], Белья-Виста[англ.]
36. Прадо
37. Атауальпа[англ.]
38. Айрес-Пурос[англ.]
39. Пасо-де-лас-Дуранас[англ.]
40. Бельведер[англ.], Пасо-Молино[исп.]
41. Ла-Теха[англ.]
42. Трес-Омбуэс[англ.]
43. Вилья-дель-Серро[англ.]
44. Касабо[англ.]
45. Ла-Палома[англ.]
46. Пасо-де-ла-Арена[англ.], Сантьяго-Васкес[исп.]
47. Нуэво-Парис[англ.]
48. Консилиасьон[англ.]
49. Саяго[англ.]
50. Пеньяроль[англ.]
51. Колонь-Сентро-и-Нороэсте[англ.]
52. Лесика[англ.]
53. Колонь-Судесте[англ.]
54. Манга, Толедо-Чико[англ.]
55. Касавалье[англ.]
56. Серрито[англ.]
57. Лас-Акасиас[англ.]
58. Хардинес-дель-Иподромо[англ.]
59. Пьедрас-Бланкас[англ.]
60. Манга
61. Пунта-де-Рьелес — Белья-Италия[англ.]
62. Вилья-Гарсия[англ.]